# Писачок

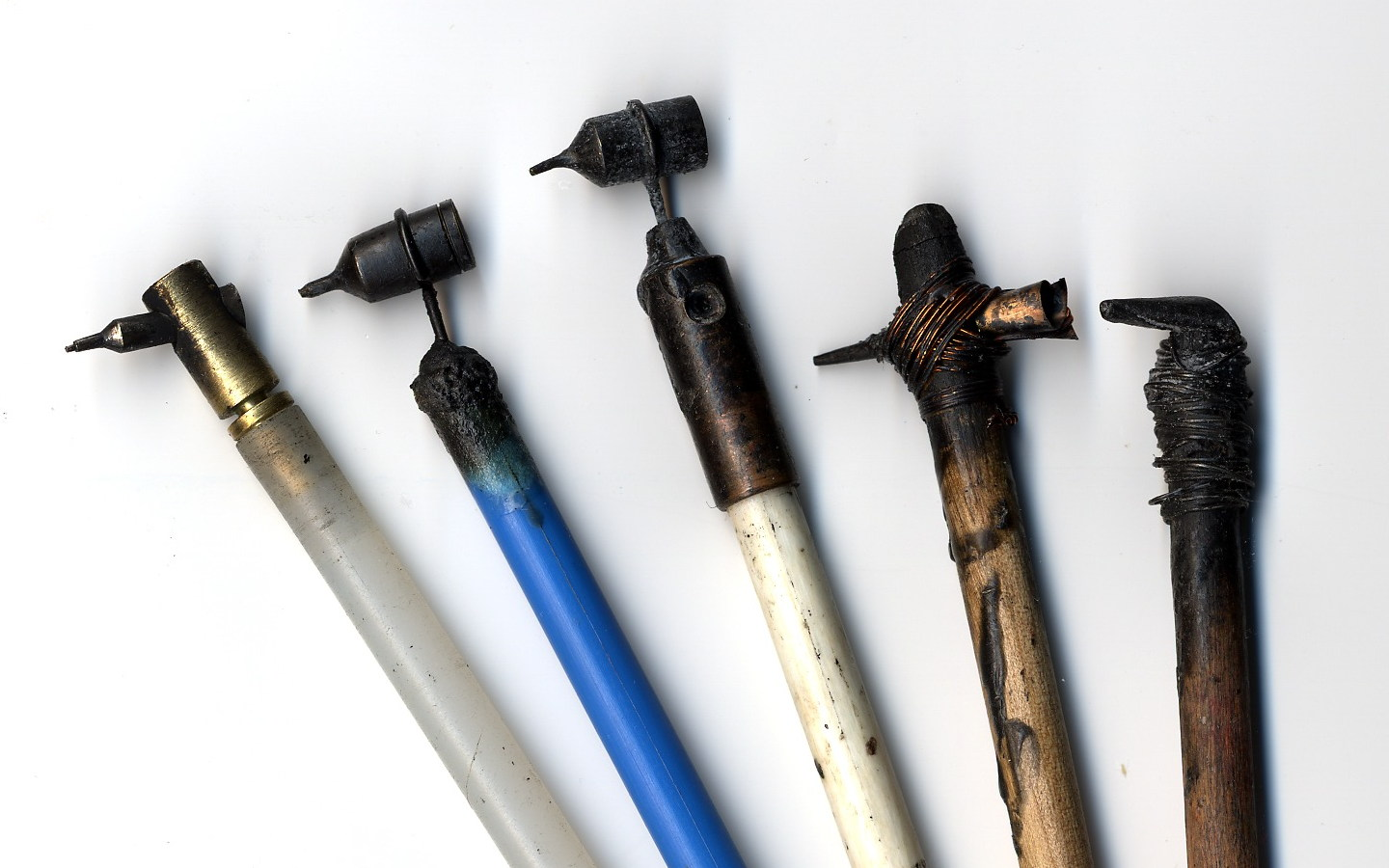
Різні види писачків

Писачо́к — інструмент, який використовується при виготовленні писанок. Залежно від регіону України також має назви писа́льце, ки́стка, пищок, мигу́лка, дє́дик.
Призначений для нанесення на шкаралупу яйця розтопленого на вогні свічки воску або парафіну. Писачком можна як наносити тонкі лінії рисунку, так і закривати від фарби великі елементи орнаменту.

## Конструкція

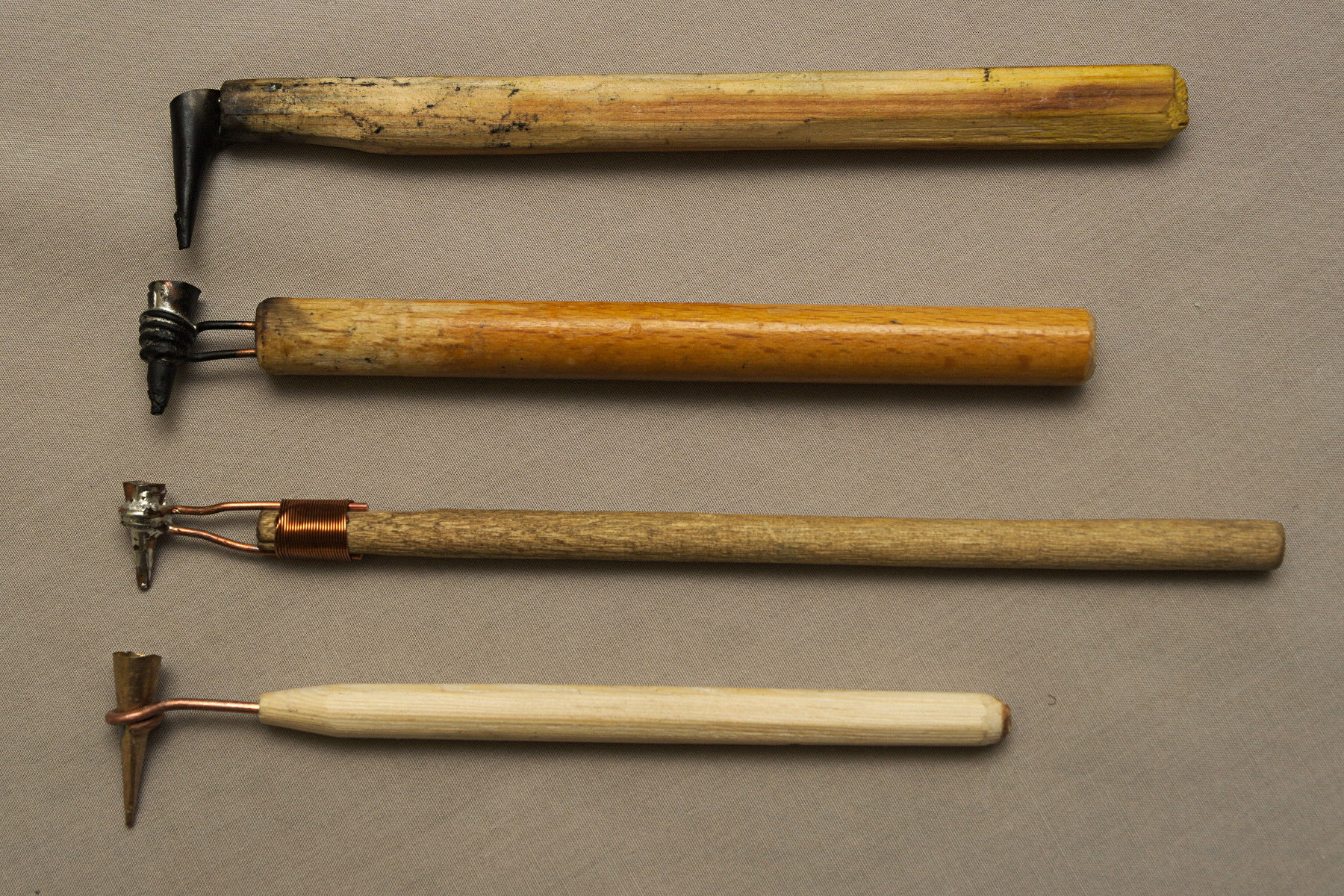
Писачки зі згорнутим із бляхи конусом

Писачок складається із закріпленого на держаку лійкоподібного металевого резервуара для воску; лієчка закінчується потоншенням з отвором, через який розтоплений віск витікає на яйце. Традиційний писачок має резервуар у формі конуса, згорнутого з бляхи, краще мідної, оскільки мідь добре втримує тепло. Конус закріплюється на ручці обгортанням навколо неї частини заготовки. Також можна обгорнути конус товстим жорстким дротом, пропаяти конструкцію і вже дріт прикріпити до ручки. Мідний дріт додатково утримує тепло і віск довше залишається рідким.
Бляшаний конус також може бути вузьким, з малим кутом розкриву. Отримують його обгортанням заготовки навколо швейної голки. Закріпити такий конус можна у зробленому в дерев'яній ручці отворі, при необхідності слід зафіксувати тонким дротом.

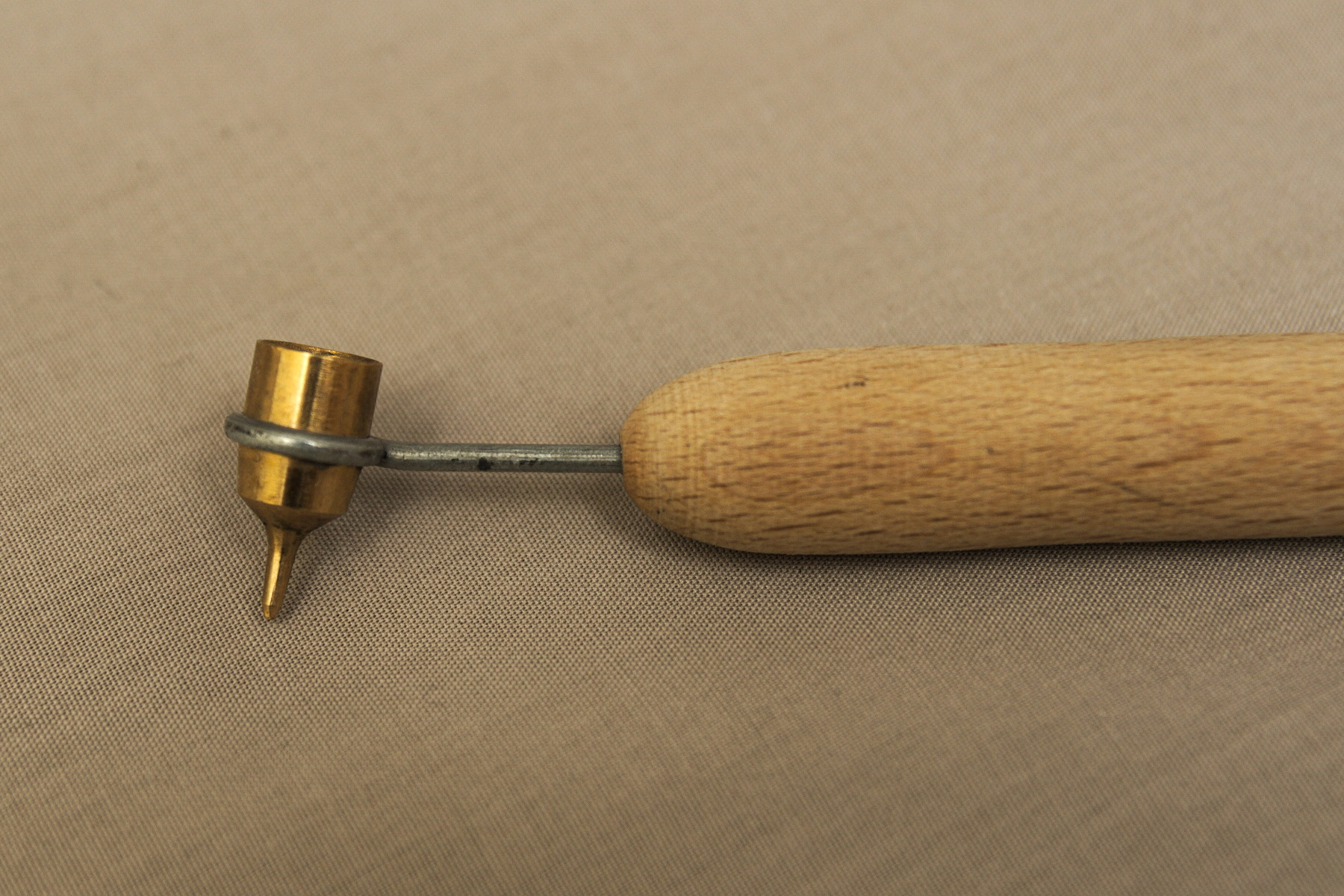
Писачок з резервуаром, виточеним з латуні

Сучасні писачки можуть мати резервуар, виточений з бронзи або латуні на токарному верстаті. Товсті стінки такого писачка також довго зберігають тепло.
Віск кладеться у широку частину лієчки або знімається її гострим краєм з тіла свічки. Писачки з тонким конусом для наповнення почергово кладуть у мисочку з розтопленим воском.
Бажано мати декілька писачків з різним діаметром отвору на виході, від 0,3 до 0,7 мм. Пояснюється це тим, що орнамент гуцульських та буковинських писанок складається переважно з тонких ліній, орнамент подільських, поліських і наддніпрянських — з широких. Крім того, під час розпису виникає потреба покрити воском великі фрагменти орнаменту.